# Saint-Lary (Ariège)
Saint-Lary település Franciaországban, Ariège megyében. Lakosainak száma 147 fő (2022. január 1.). Saint-Lary Antras, Augirein, Galey, Boutx, Melles és Portet-d’Aspet községekkel határos.

## Népesség
A település népessége az elmúlt években az alábbi módon változott:
| Lakosok száma | 245  | 147  | 133  | 151  | 133  | 132  | 131  | 127  | 125  | 147  |
|               | 1968 | 1982 | 1990 | 2006 | 2013 | 2015 | 2017 | 2019 | 2020 | 2022 |